# Richard Seminack
Richard Seminack (3 de março de 1942 - 16 de agosto de 2016) foi um bispo da Igreja Católica nos Estados Unidos. Serviu como a quarta eparca (bispo) da Eparquia Católica Ucraniana de São Nícolas de Chicago desde 2003.[carece de fontes?]